# Radosław Trubacz
Radosław Trubacz (ur. 12 marca 1994 w Zielonej Górze) – polski koszykarz grający na pozycjach rzucającego obrońcy lub niskiego skrzydłowego. Dwukrotny mistrz Polski (2012/2013 i 2015/2016) z drużyną Stelmetu BC Zielona Góra. Reprezentant Polski do lat 16. Obecnie zawodnik Zastalu Enea BC Zielona Góra.

## Życiorys

### Kariera klubowa

#### Debiutancki sezon (2012/2013)
Trubacz jest wychowankiem SKM-u Zastal Zielona Góra. We wrześniu 2012 roku został włączony do składu Stelmetu Zielona Góra, w barwach którego zadebiutował na centralnym szczeblu rozgrywkowym. Z zespołem tym w sezonie 2012/2013 zdobył złoty medal koszykarskich mistrzostw Polski. W rozgrywkach Polskiej Ligi Koszykówki zadebiutował 24 listopada 2012 roku w meczu przeciwko Polpharmie Starogard Gdański. W sumie w sezonie 2012/2013 rozegrał w PLK 6 spotkań, w których nie zdobył punktu.

#### Gra w II lidze (2013–2015)
W sierpniu 2013 roku został zawodnikiem nowo powstałego klubu SKM Nowa Sól (który później przyjął nazwę Muszkieterowie Nowa Sól). Od tego czasu w jego barwach występuje w rozgrywkach II ligi. W sezonie 2013/2014 rozegrał 23 spotkania ligowe, w których zdobył łącznie 225 punktów i 94 zbiórki (przeciętnie po 9,8 punktu i 4,1 zbiórki na mecz). W kolejnych rozgrywkach (2014/2015) wystąpił w 30 meczach ligowych, zdobywając w sumie 307 punktów i 95 zbiórek (średnio po 10,2 punktu i 3,2 zbiórki).

#### Sezon 2015/2016
W sezonie 2015/2016 także grał w barwach Muszkieterów, występując w 27 meczach w II lidze, w których zdobył 357 punktów i 104 zbiórki (przeciętnie po 13,2 punktu i 3,9 zbiórki). Ponadto został także zgłoszony do rozgrywek PLK w barwach Stelmetu BC Zielona Góra – w sumie wystąpił w 3 meczach najwyższej klasy rozgrywkowej, ponownie nie zdobywając punktu. Z drużyną z Zielonej Góry zdobył również po raz drugi tytuł mistrza Polski, zwyciężając w PLK.

#### Polonia Leszno (od 2016)
W czerwcu 2016 roku podpisał kontrakt z ówczesnym beniaminkiem I ligi – klubem Jamalex Polonia Leszno.
13 czerwca 2022 powrócił po latach do zespołu Zastalu Enea BC Zielona Góra.

### Kariera reprezentacyjna
Trubacz występował w juniorskich reprezentacjach Polski. W latach 2009–2010 grał w reprezentacji do lat 16. W 2012 roku został powołany na zgrupowanie kadry do lat 18, jednak ostatecznie nie wystąpił w żadnym spotkaniu.